# Pleurothyrium pauciflorum
Pleurothyrium pauciflorum là loài thực vật có hoa trong họ Nguyệt quế. Loài này được van der Werff & Hammel miêu tả khoa học đầu tiên năm 1993.